# Kettelia
Kettelia este un gen de molii din familia Lymantriinae.